# Karmajoga
Karmajoga (sanskryt: "joga działania") – jedna z najważniejszych ścieżek indyjskiej jogi, polegająca na dążeniu do wyzwolenia poprzez bezinteresowne działanie. Opiera się głównie na zasadach wyłożonych przez Krysznę w Bhagawadgicie.